# Jégtánc az 1992. évi téli olimpiai játékokon
Az 1992. évi téli olimpiai játékokon a műkorcsolya jégtánc versenyszámát február 14. és 17. között rendezték. A versenyt az Egyesített Csapatból a Marina Klimova–Szergej Ponomarenko-kettős nyerte. A Magyarországot képviselő Engi Klára–Tóth Attila-páros a 7., A Woodward Regina–Szentpétery Csaba-páros pedig a 14. helyen végzett.

## Eredmények
Az egyes szakaszokban (első és második kötelező tánc, rövid program, kűr) kilenc bíró pontozta a versenyzőket. A pontok alapján a bírók mindegyikénél külön-külön kialakult egy sorrend az egyes szakaszokra vonatkozóan és ez egy helyezési pontszámot is jelentett. Ha egy pontozónál holtverseny alakult ki, akkor a rövid programban a kötelező elemekre kapott pontszám, a kűrben pedig a művészi hatás pontszáma döntött. Az egyes szakaszok eredménye a következő kritériumok alapján alakult ki:
1. „Többségi helyezések száma”. Az a versenyző végzett előrébb, akit a bírók többsége előrébb rangsorolt. A bírók többsége azt jelentette, hogy a legjobb 5 helyezést adó bíró helyezési pontszámait vették figyelembe, de ha az 5. bíró helyezésével még volt azonos helyezés, akkor az(oka)t is figyelembe vették. Ezt az adatot tartalmazza az oszlop. (Pl. a „6×3+” azt jelenti, hogy a versenyző 6 bírónál az első 3 hely valamelyikén végzett.)
2. „Többségi helyezések összege” (a figyelembe vett bírók helyezési pontszámainak összege)
3. „Helyezések összege” (az összes bíró helyezési pontszámainak összege)

A versenyszám végeredményét az összesített helyezési pontszám határozta meg, amely az alábbiak összegéből állt:
- Az első kötelező tánc helyezési pontszámának 0,2-szerese (az összesítés 10%-a),
- A második kötelező tánc helyezési pontszámának 0,2-szerese (az összesítés 10%-a),
- Az eredeti (original) tánc helyezési pontszámának 0,6-szerese (az összesítés 30%-a),
- A kűr helyezési pontszámának 1-szerese (az összesítés 50%-a).

Az alacsonyabb helyezési pontszámmal rendelkező versenyző végzett előrébb. Egyenlő helyezési pontszám esetén a kűrben elért jobb helyezés döntött.

### Első kötelező tánc
A kötelező táncokat február 14-én rendezték.
| Hely. | Versenyzők                                                       | Többségi helyezések száma | Többségi helyezések összege | Helyezések összege | Pont | Helyezési pontszám |
| ----- | ---------------------------------------------------------------- | ------------------------- | --------------------------- | ------------------ | ---- | ------------------ |
| 1.    | Egyesített Csapat (EUN)-1 · Marina Klimova · Szergej Ponomarenko | 8×1+                      | 8,0                         | 12,0               | 52,0 | 0,2                |
| 2.    | Egyesített Csapat (EUN)-2 · Maja Uszova · Alekszandr Zsulin      | 6×2+                      | 12,0                        | 21,0               | 51,1 | 0,4                |
| 3.    | Franciaország (FRA)-1 · Isabelle Duchesnay · Paul Duchesnay      | 5×2+                      | 9,0                         | 21,0               | 51,1 | 0,6                |
| 4.    | Egyesített Csapat (EUN)-3 · Okszana Griscsuk · Jevgenyij Platov  | 7×4+                      | 27,0                        | 37,0               | 49,4 | 0,8                |
| 5.    | Olaszország (ITA)-1 · Stefania Calegari · Pasquale Camerlengo    | 7×5+                      | 33,0                        | 45,0               | 48,2 | 1,0                |
| 6.    | Magyarország (HUN)-1 · Engi Klára · Tóth Attila                  | 6×6+                      | 33,0                        | 54,0               | 47,0 | 1,2                |
| 7.    | Finnország (FIN) · Susanna Rahkamo · Petri Kokko                 | 8×7+                      | 53,0                        | 61,0               | 46,3 | 1,4                |
| 8.    | Franciaország (FRA)-2 · Dominique Yvon · Frédéric Palluél        | 8×8+                      | 63,0                        | 76,0               | 44,8 | 1,6                |
| 9.    | Franciaország (FRA)-3 · Sophie Moniotte · Pascal Lavanchy        | 7×9+                      | 62,0                        | 84,0               | 44,0 | 1,8                |
| 10.   | Egyesült Államok (USA)-1 · April Sargent-Thomas · Russ Witherby  | 6×10+                     | 56,0                        | 89,0               | 43,5 | 2,0                |
| 11.   | Kanada (CAN) · Jacqueline Petr · Mark Janoschak                  | 5×11+                     | 52,0                        | 105,0              | 42,0 | 2,2                |
| 12.   | Csehszlovákia (TCH) · Kateřina Mrázová · Martin Šimeček          | 9×12+                     | 101,0                       | 101,0              | 42,3 | 2,4                |
| 13.   | Olaszország (ITA)-2 · Anna Croci · Luca Mantovani                | 8×13+                     | 102,0                       | 117,0              | 40,6 | 2,6                |
| 14.   | Egyesült Államok (USA)-2 · Rachel Mayer · Peter Breen            | 6×14+                     | 81,0                        | 127,0              | 39,6 | 2,8                |
| 15.   | Magyarország (HUN)-2 · Woodward Regina · Szentpétery Csaba       | 5×14+                     | 67,0                        | 127,0              | 39,3 | 3,0                |
| 16.   | Nagy-Britannia (GBR) · Melanie Bruce · Andrew Place              | 6×16+                     | 96,0                        | 147,0              | 37,1 | 3,2                |
| 17.   | Litvánia (LTU) · Margarita Drobiazko · Povilas Vanagas           | 9×17+                     | 147,0                       | 147,0              | 37,2 | 3,4                |
| 18.   | Kína (CHN) · Han Bing · Jiang Hui                                | 9×18+                     | 162,0                       | 162,0              | 34,3 | 3,6                |
| 19.   | Észak-Korea (PRK) · Lju Gvangho · Pak Unszil                     | 9×19+                     | 171,0                       | 171,0              | 31,4 | 3,8                |

### Második kötelező tánc
| Hely. | Versenyzők                                                       | Többségi helyezések száma | Többségi helyezések összege | Helyezések összege | Pont | Helyezési pontszám |
| ----- | ---------------------------------------------------------------- | ------------------------- | --------------------------- | ------------------ | ---- | ------------------ |
| 1.    | Egyesített Csapat (EUN)-1 · Marina Klimova · Szergej Ponomarenko | 9×1+                      | 9,0                         | 9,0                | 52,9 | 0,2                |
| 2.    | Egyesített Csapat (EUN)-2 · Maja Uszova · Alekszandr Zsulin      | 5×2+                      | 10,0                        | 22,0               | 51,4 | 0,4                |
| 3.    | Franciaország (FRA)-1 · Isabelle Duchesnay · Paul Duchesnay      | 8×3+                      | 20,0                        | 24,0               | 51,2 | 0,6                |
| 4.    | Egyesített Csapat (EUN)-3 · Okszana Griscsuk · Jevgenyij Platov  | 6×4+                      | 24,0                        | 39,0               | 49,2 | 0,8                |
| 5.    | Olaszország (ITA)-1 · Stefania Calegari · Pasquale Camerlengo    | 9×5+                      | 41,0                        | 41,0               | 49,0 | 1,0                |
| 6.    | Magyarország (HUN)-1 · Engi Klára · Tóth Attila                  | 5×6+                      | 30,0                        | 58,0               | 47,2 | 1,2                |
| 7.    | Finnország (FIN) · Susanna Rahkamo · Petri Kokko                 | 8×7+                      | 52,0                        | 60,0               | 47,0 | 1,4                |
| 8.    | Franciaország (FRA)-2 · Dominique Yvon · Frédéric Palluél        | 5×8+                      | 39,0                        | 78,0               | 45,1 | 1,6                |
| 9.    | Franciaország (FRA)-3 · Sophie Moniotte · Pascal Lavanchy        | 7×9+                      | 59,0                        | 80,0               | 44,7 | 1,8                |
| 10.   | Egyesült Államok (USA)-1 · April Sargent-Thomas · Russ Witherby  | 6×10+                     | 57,0                        | 90,0               | 43,9 | 2,0                |
| 11.   | Csehszlovákia (TCH) · Kateřina Mrázová · Martin Šimeček          | 6×11+                     | 63,0                        | 99,0               | 42,7 | 2,2                |
| 12.   | Kanada (CAN) · Jacqueline Petr · Mark Janoschak                  | 5×11+                     | 52,0                        | 103,0              | 42,5 | 2,4                |
| 13.   | Olaszország (ITA)-2 · Anna Croci · Luca Mantovani                | 8×13+                     | 102,0                       | 116,0              | 41,2 | 2,6                |
| 14.   | Egyesült Államok (USA)-2 · Rachel Mayer · Peter Breen            | 5×14+                     | 67,0                        | 129,0              | 39,8 | 2,8                |
| 15.   | Magyarország (HUN)-2 · Woodward Regina · Szentpétery Csaba       | 5×14+                     | 69,0                        | 130,0              | 39,7 | 3,0                |
| 16.   | Nagy-Britannia (GBR) · Melanie Bruce · Andrew Place              | 6×16+                     | 94,0                        | 145,0              | 38,4 | 3,2                |
| 17.   | Litvánia (LTU) · Margarita Drobiazko · Povilas Vanagas           | 9×17+                     | 148,0                       | 148,0              | 38,1 | 3,4                |
| 18.   | Kína (CHN) · Han Bing · Jiang Hui                                | 9×18+                     | 162,0                       | 162,0              | 35,6 | 3,6                |
| 19.   | Észak-Korea (PRK) · Lju Gvangho · Pak Unszil                     | 9×19+                     | 171,0                       | 171,0              | 33,1 | 3,8                |

### Eredeti (original) tánc
Az original táncokat február 16-án rendezték.
| Hely. | Versenyzők                                                       | Többségi helyezések száma | Többségi helyezések összege | Helyezések összege | Pont  | Helyezési pontszám |
| ----- | ---------------------------------------------------------------- | ------------------------- | --------------------------- | ------------------ | ----- | ------------------ |
| 1.    | Egyesített Csapat (EUN)-1 · Marina Klimova · Szergej Ponomarenko | 5×1+                      | 5,0                         | 14,0               | 104,7 | 0,6                |
| 2.    | Franciaország (FRA)-1 · Isabelle Duchesnay · Paul Duchesnay      | 8×2+                      | 12,0                        | 15,0               | 104,4 | 1,2                |
| 3.    | Egyesített Csapat (EUN)-2 · Maja Uszova · Alekszandr Zsulin      | 7×3+                      | 20,0                        | 28,0               | 103,3 | 1,8                |
| 4.    | Egyesített Csapat (EUN)-3 · Okszana Griscsuk · Jevgenyij Platov  | 6×4+                      | 21,0                        | 36,0               | 101,7 | 2,4                |
| 5.    | Olaszország (ITA)-1 · Stefania Calegari · Pasquale Camerlengo    | 9×5+                      | 42,0                        | 42,0               | 100,6 | 3,0                |
| 6.    | Finnország (FIN) · Susanna Rahkamo · Petri Kokko                 | 6×6+                      | 36,0                        | 58,0               | 97,3  | 3,6                |
| 7.    | Magyarország (HUN)-1 · Engi Klára · Tóth Attila                  | 9×7+                      | 59,0                        | 59,0               | 96,9  | 4,2                |
| 8.    | Franciaország (FRA)-3 · Sophie Moniotte · Pascal Lavanchy        | 5×8+                      | 40,0                        | 78,0               | 94,2  | 4,8                |
| 9.    | Franciaország (FRA)-2 · Dominique Yvon · Frédéric Palluél        | 7×9+                      | 59,0                        | 82,0               | 93,9  | 5,4                |
| 10.   | Csehszlovákia (TCH) · Kateřina Mrázová · Martin Šimeček          | 7×10+                     | 65,0                        | 89,0               | 92,2  | 6,0                |
| 11.   | Egyesült Államok (USA)-1 · April Sargent-Thomas · Russ Witherby  | 7×11+                     | 76,0                        | 100,0              | 90,1  | 6,6                |
| 12.   | Kanada (CAN) · Jacqueline Petr · Mark Janoschak                  | 5×12+                     | 55,0                        | 107,0              | 88,8  | 7,2                |
| 13.   | Olaszország (ITA)-2 · Anna Croci · Luca Mantovani                | 8×13+                     | 98,0                        | 112,0              | 88,4  | 7,8                |
| 14.   | Egyesült Államok (USA)-2 · Rachel Mayer · Peter Breen            | 5×14+                     | 68,0                        | 132,0              | 84,3  | 8,4                |
| 15.   | Magyarország (HUN)-2 · Woodward Regina · Szentpétery Csaba       | 9×15+                     | 131,0                       | 131,0              | 83,8  | 9,0                |
| 16.   | Nagy-Britannia (GBR) · Melanie Bruce · Andrew Place              | 8×16+                     | 127,0                       | 144,0              | 82,1  | 9,6                |
| 17.   | Litvánia (LTU) · Margarita Drobiazko · Povilas Vanagas           | 8×17+                     | 132,0                       | 151,0              | 81,2  | 10,2               |
| 18.   | Kína (CHN) · Han Bing · Jiang Hui                                | 9×18+                     | 161,0                       | 161,0              | 75,6  | 10,8               |
| 19.   | Észak-Korea (PRK) · Lju Gvangho · Pak Unszil                     | 9×19+                     | 170,0                       | 170,0              | 71,6  | 11,4               |

### Kűr
A kűrt február 17-én rendezték.
| Hely. | Versenyzők                                                       | Többségi helyezések száma | Többségi helyezések összege | Helyezések összege | Pont  | Helyezési pontszám |
| ----- | ---------------------------------------------------------------- | ------------------------- | --------------------------- | ------------------ | ----- | ------------------ |
| 1.    | Egyesített Csapat (EUN)-1 · Marina Klimova · Szergej Ponomarenko | 5×1+                      | 5,0                         | 14,0               | 104,8 | 1,0                |
| 2.    | Franciaország (FRA)-1 · Isabelle Duchesnay · Paul Duchesnay      | 8×2+                      | 12,0                        | 15,0               | 104,8 | 2,0                |
| 3.    | Egyesített Csapat (EUN)-2 · Maja Uszova · Alekszandr Zsulin      | 9×3+                      | 25,0                        | 25,0               | 103,6 | 3,0                |
| 4.    | Egyesített Csapat (EUN)-3 · Okszana Griscsuk · Jevgenyij Platov  | 8×4+                      | 32,0                        | 37,0               | 101,9 | 4,0                |
| 5.    | Olaszország (ITA)-1 · Stefania Calegari · Pasquale Camerlengo    | 9×5+                      | 44,0                        | 44,0               | 100,7 | 5,0                |
| 6.    | Finnország (FIN) · Susanna Rahkamo · Petri Kokko                 | 5×6+                      | 30,0                        | 58,0               | 98,1  | 6,0                |
| 7.    | Magyarország (HUN)-1 · Engi Klára · Tóth Attila                  | 7×7+                      | 46,0                        | 63,0               | 97,5  | 7,0                |
| 8.    | Franciaország (FRA)-2 · Dominique Yvon · Frédéric Palluél        | 6×8+                      | 48,0                        | 77,0               | 95,2  | 8,0                |
| 9.    | Franciaország (FRA)-3 · Sophie Moniotte · Pascal Lavanchy        | 6×9+                      | 47,0                        | 77,0               | 95,7  | 9,0                |
| 10.   | Csehszlovákia (TCH) · Kateřina Mrázová · Martin Šimeček          | 8×10+                     | 76,0                        | 87,0               | 93,8  | 10,0               |
| 11.   | Egyesült Államok (USA)-1 · April Sargent-Thomas · Russ Witherby  | 7×12+                     | 79,0                        | 105,0              | 90,8  | 11,0               |
| 12.   | Olaszország (ITA)-2 · Anna Croci · Luca Mantovani                | 6×12+                     | 69,0                        | 108,0              | 90,0  | 12,0               |
| 13.   | Kanada (CAN) · Jacqueline Petr · Mark Janoschak                  | 5×12+                     | 57,0                        | 109,0              | 90,0  | 13,0               |
| 14.   | Magyarország (HUN)-2 · Woodward Regina · Szentpétery Csaba       | 7×14+                     | 98,0                        | 128,0              | 86,6  | 14,0               |
| 15.   | Egyesült Államok (USA)-2 · Rachel Mayer · Peter Breen            | 6×15+                     | 88,0                        | 137,0              | 84,7  | 15,0               |
| 16.   | Litvánia (LTU) · Margarita Drobiazko · Povilas Vanagas           | 8×16+                     | 125,0                       | 142,0              | 83,6  | 16,0               |
| 17.   | Nagy-Britannia (GBR) · Melanie Bruce · Andrew Place              | 9×17+                     | 151,0                       | 151,0              | 82,0  | 17,0               |
| 18.   | Kína (CHN) · Han Bing · Jiang Hui                                | 9×18+                     | 162,0                       | 162,0              | 78,4  | 18,0               |
| 19.   | Észak-Korea (PRK) · Lju Gvangho · Pak Unszil                     | 9×19+                     | 171,0                       | 171,0              | 73,0  | 19,0               |

### Végeredmény
| Helyezés | Versenyzők                                                       | Helyezési pontszámok | Helyezési pontszámok  | Helyezési pontszámok    | Helyezési pontszámok | Helyezési pontszámok |
| Helyezés | Versenyzők                                                       | Első kötelező tánc   | Második kötelező tánc | Eredeti (original) tánc | Kűr                  | Összesen             |
| -------- | ---------------------------------------------------------------- | -------------------- | --------------------- | ----------------------- | -------------------- | -------------------- |
| Arany    | Egyesített Csapat (EUN)-1 · Marina Klimova · Szergej Ponomarenko | 0,2                  | 0,2                   | 0,6                     | 1,0                  | 2,0                  |
| Ezüst    | Franciaország (FRA)-1 · Isabelle Duchesnay · Paul Duchesnay      | 0,6                  | 0,6                   | 1,2                     | 2,0                  | 4,4                  |
| Bronz    | Egyesített Csapat (EUN)-2 · Maja Uszova · Alekszandr Zsulin      | 0,4                  | 0,4                   | 1,8                     | 3,0                  | 5,6                  |
| 4.       | Egyesített Csapat (EUN)-3 · Okszana Griscsuk · Jevgenyij Platov  | 0,8                  | 0,8                   | 2,4                     | 4,0                  | 8,0                  |
| 5.       | Olaszország (ITA)-1 · Stefania Calegari · Pasquale Camerlengo    | 1,0                  | 1,0                   | 3,0                     | 5,0                  | 10,0                 |
| 6.       | Finnország (FIN) · Susanna Rahkamo · Petri Kokko                 | 1,4                  | 1,4                   | 3,6                     | 6,0                  | 12,4                 |
| 7.       | Magyarország (HUN)-1 · Engi Klára · Tóth Attila                  | 1,2                  | 1,2                   | 4,2                     | 7,0                  | 13,6                 |
| 8.       | Franciaország (FRA)-2 · Dominique Yvon · Frédéric Palluél        | 1,6                  | 1,6                   | 5,4                     | 8,0                  | 16,6                 |
| 9.       | Franciaország (FRA)-3 · Sophie Moniotte · Pascal Lavanchy        | 1,8                  | 1,8                   | 4,8                     | 9,0                  | 17,4                 |
| 10.      | Csehszlovákia (TCH) · Kateřina Mrázová · Martin Šimeček          | 2,4                  | 2,2                   | 6,0                     | 10,0                 | 20,6                 |
| 11.      | Egyesült Államok (USA)-1 · April Sargent-Thomas · Russ Witherby  | 2,0                  | 2,0                   | 6,6                     | 11,0                 | 21,6                 |
| 12.      | Kanada (CAN) · Jacqueline Petr · Mark Janoschak                  | 2,2                  | 2,4                   | 7,2                     | 13,0                 | 24,8                 |
| 13.      | Olaszország (ITA)-2 · Anna Croci · Luca Mantovani                | 2,6                  | 2,6                   | 7,8                     | 12,0                 | 25,0                 |
| 14.      | Magyarország (HUN)-2 · Woodward Regina · Szentpétery Csaba       | 3,0                  | 3,0                   | 9,0                     | 14,0                 | 29,0                 |
| 15.      | Egyesült Államok (USA)-2 · Rachel Mayer · Peter Breen            | 2,8                  | 2,8                   | 8,4                     | 15,0                 | 29,0                 |
| 16.      | Litvánia (LTU) · Margarita Drobiazko · Povilas Vanagas           | 3,4                  | 3,4                   | 10,2                    | 16,0                 | 33,0                 |
| 17.      | Nagy-Britannia (GBR) · Melanie Bruce · Andrew Place              | 3,2                  | 3,2                   | 9,6                     | 17,0                 | 33,0                 |
| 18.      | Kína (CHN) · Han Bing · Jiang Hui                                | 3,6                  | 3,6                   | 10,8                    | 18,0                 | 36,0                 |
| 19.      | Észak-Korea (PRK) · Lju Gvangho · Pak Unszil                     | 3,8                  | 3,8                   | 11,4                    | 19,0                 | 38,0                 |